# Pantepec (kommun i Mexiko, Chiapas)
Pantepec är en kommun i Mexiko.   Den ligger i delstaten Chiapas, i den sydöstra delen av landet, 700 km öster om huvudstaden Mexico City.
Följande samhällen finns i Pantepec:
- San Isidro las Banderas
- El Carrizal
- El Triunfo
- Julián Grajales
- El Avellano
- El Limón
- Laguna Grande
- Canelar
- Buenos Aires
- San Antonio 2da. Sección
- La Naranja
- La Florida
- Concepción
- Nueva Reforma
- Laguna Chica
- Berlín
- Altamira